# إدارة العوارض
إدارة العوارض أوالإدارة الاحتمالية (بالإنجليزية: Contingency management)‏ هي تطبيق للإشراط الاستثابي (عارض ثلاثي العناصر [الإنجليزية]) الذي يَستخدم التحكم بالمنبه ونتائج الأفعال من أجل تغيير السلوك. إدارة العوارض مشتقة من علم تحليل السلوك التطبيقي، لكنها تُستخدم أحيانا في إطار العلاج المعرفي السلوكي كذلك (كما هو الحال في العلاج السلوكي الجدلي).
إدارة العوارض المبنية على الحافز ناجحة جيدا حين تُستخدم كعلاج تحليل سلوك سريري ضد اضطراب تعاطي المخدرات وتتضمن حصول المرضى على نقود (قسيمات) أو حوافز أخرى (جوائز) كمكافأة على الامتناع عن تعاطي العقاقير (وفي أحيان أقل الحصول على عقوبة إن فشلوا في الالتزام بقواعد البرنامج وتنظيماته، أو خطة علاجهم). نموذج نهج التعزيز المجتمعي وتدريب العائلة (CRAFT) هو أحد المناهج الآخرى المشهورة المبنية على إدارة العوارض لمعالجة إدمان الكحول ويستعمل تقنيات الإدارة الذاتية والتكييف السلوكي [الإنجليزية].
وفقا لمعظم التقييمات، تُنتِج إجراءات إدارة العوارض أحد أكبر أحجام التأثير مقارنة مع جميع التدخلات المتعلقة بالصحة العقلية والتثقيف الأخرى.

## الفعالية في برامج الإدمان
أظهر تحليل تلوي لإدارة العوارض في برامج إعادة تأهيل مدمني العقاقيرأن لها تأثيرا كبيرا. يتم تسليم هذه العوارض عند تحقيق الامتناع أو أهداف الحضور (جلسات برامج إعادة التأهيل) ويمكن أن تأخذ شكل قسيمات أو فرصة للفوز بجوائز أو امتيازات. استُخدِمت إدارة العوارض مع إدمان مادة واحدة وكذلك مع المشخصين بإدمان مزدوج ومع التشرد. عموما، إدارة العوارض إضافة فعالة من حيث التاثير والكلفة لعلاجات تعاطي العقاقير
خلافا لهذه النتائج، وجد الباحثون في دراسة حديثة أن معالجة النيكوتين بالإعاضة لم تؤدي إلى تحسين تأثيرات قسائم العوارض سوى على الممتنعين عن التدخين على المدى القصير. أما على المدى الطويل، فلم يكن لقسائم العوارض أي تأثير على مقاومة التبغ.